# 트루데 군데르센
트루데 군데르센(노르웨이어: Trude Gundersen, 1977년 6월 6일 ~ 현재)은 노르웨이의 전 태권도 선수이며 현 의사이다. 노르웨이의 유일한 2000년 하계 올림픽 태권도 참가자였다. 이 대회에서 결승까지 진출하였으나 이선희에게 6-3으로 패배하며 은메달을 획득하였다. 이후 제주도에서 열린 2001년 세계 태권도 선수권 대회에도 참여하였으나 입상에는 실패하였다. 2002년 의사가 되기 위해 은퇴하였다.